# Кольбович, Марек
Марек Антони Кольбович (пол. Marek Antoni Kolbowicz; род. 11 июня 1971, Щецин) — польский спортсмен, олимпийский чемпион 2008 года по академической гребле, 4-кратный чемпион мира.

## Биография

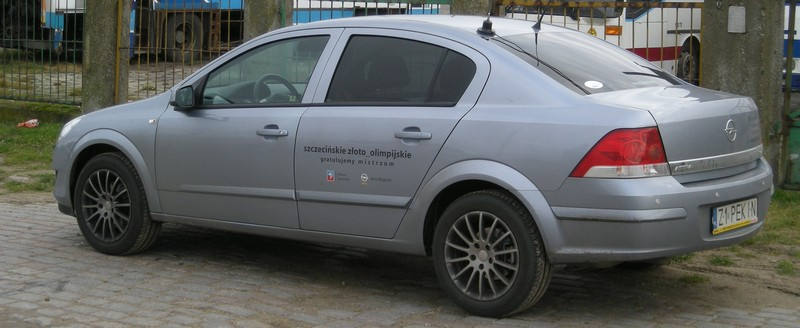
Автомобиль Opel Astra — подарок от властей Щецина Мареку Кольбовичу

Марек учился в Щецинском университете на кафедре физической культуры и спорта (с 1992 года по 1997).
Он является гребцом клуба АЗС Щецин. 4 раза участвовал в олимпийских играх (Атланта 1996, Сидней 2000, Афины 2004, Пекин 2008). Четырехкратный чемпион мира в четверках (2005, 2006, 2007, 2009).
Олимпийские игры выиграл в одном экипажи с Конрадом Василивски, Адамом Король и Михалом Елински. До этого на подобного уровня соревнованиях занимал лишь 4 и 6 место.
В 2008 году был награждён орденом Возрождения Польши.
В 2010 году на местных выборах был избран в Совет Щецина.

## Достижения

### Олимпийские игры
- Олимпийские игры 2000 — 6 место
- Олимпийские игры 2004 — 4 место
- Олимпийские игры 2008 — 1 место

#### Чемпионат мира
- Чемпионат мира 1998 — 3 место
- Чемпионат мира 2002 — 2 место
- Чемпионат мира 2003 — 3 место
- Чемпионат мира 2005 — 1 место
- Чемпионат мира 2006 — 1 место
- Чемпионат мира 2007 — 1 место
- Чемпионат мира 2009 — 1 место

### Чемпионат Европы
- Чемпионат Европы 2010 — 1 место